# 吉爾·霍吉斯
吉爾伯特·雷·霍吉斯（英語：Gilbert Ray Hodges，1924年4月4日—1972年4月2日），為前美國職棒大聯盟的一壘手。職業生涯幾乎都待在道奇隊，後期則效力於新擴編的大都會隊。

## 職業生涯

### 布魯克林道奇
1943年，霍吉斯登上大聯盟。他僅在那年出賽一場比賽，接著就因為二戰服兵役而缺席三年。
1947年，霍吉斯回到大聯盟，這年傑基·羅賓森打破了種族藩籬進入大聯盟。一開始霍吉斯擔任球隊捕手，不過隨著另一位黑人球員羅伊·坎潘奈拉在1948年加入道奇隊後，霍吉斯便移防一壘。1947年世界大賽，霍吉斯在第七場比賽擔任代打，不過最後遭到三振。1948年，他的打擊率為2成49，並敲出11轟與70分打點。
1949年6月25日，霍吉斯達成完全打擊，他在該年入選了生涯首次的明星賽。他這年敲出23轟與115分打點。雖然他在世界大賽第二場敲出勝利打點，不過最後道奇還是1勝4敗輸給洋基。
1950年8月31日，他成為20世紀第二位在前9局達成單場4轟的球員，前一位是1932年的盧·賈里格。而且他這四支全壘打都是面對不同的投手所擊出的。該年他的守備率高達9成94，並參與了159次雙殺，打破了1939年紅人隊一壘手法蘭克·麥科米克寫下的單季參與雙殺紀錄(153次)。隔年他更將紀錄推高至171次，直到1966年才被海盜隊的Donn Clendenon超越。1950年，他以32轟與113分打點在MVP票選上拿下第8名。1951年，他成為道奇隊史首位達成單季40轟的球員。他該年的最後一支全壘打出現在國聯冠軍系列加賽的第二場，最後道奇在第三場被巨人隊的巴比·湯森敲出再見全壘打輸掉龍頭爭奪戰。
1952年球季結束時，霍吉斯剛好追平多夫·卡米利並列道奇隊史全壘打王。最後他在隔年超越卡米利的紀錄，直到1956年則被杜克·史奈德超越。
霍吉斯在當時很受道奇球迷喜愛，他在主場就算不好也很少被球迷給予噓聲對待。1952年世界大賽，霍吉斯七場比賽共21個打數，完全沒有敲出任何安打。儘管表現低迷，霍吉斯在賽後仍收到許多球迷寄出的鼓勵信和禮物。
1953年，霍吉斯的打擊率為3成02，並敲出31轟與122分打點。道奇隊再次闖進世界大賽，而霍吉斯在系列賽繳出3成64的打擊率，不過道奇還是輸給了洋基。1954年，霍吉斯的打擊率來到生涯新高的3成04，並敲出42轟與130分打點。最後他在MVP票選拿下第十名。

#### 夏日男孩
1955年，霍吉斯的打擊率為2成89，並敲出27轟與102分打點。這年道奇隊再次打進世界大賽。霍吉斯在前三場只敲出一支安打，不過他在第4場敲出一支兩分砲幫助道奇取勝。並且在第7場打回2分打點，最後道奇就靠著這2分打敗洋基，拿下隊史首座世界大賽冠軍。
1956年，霍吉斯敲出32轟與87分打點。道奇與洋基再度於世界大賽上碰頭。霍吉斯在首場比賽就敲出3分砲，第2場他則是單場擊出3支安打與4分打點。不過那年洋基隊的唐·拉森投出世界大賽唯一一場完全比賽，最後洋基4勝3敗拿下冠軍。
1957年，霍吉斯將生涯擊出的滿貫砲次數推進到14次，寫下了國聯紀錄。這項紀錄一直到1972年才被漢克·阿倫和威利·麥考維追平，阿倫更是在1974年打破霍吉斯的紀錄。該年霍吉斯的打擊率為2成99，並打回98分打點。這年他入選了生涯最後一次的明星賽，並打回了道奇舊球場Ebbets Field的最後一分。
1958年4月23日，霍吉斯達成了生涯300轟，成為國聯史上第七位達標的球員。1959年，他的打擊率為2成76並敲出25轟與80分打點。他也幫助道奇在搬到洛杉磯的第二年就打進世界大賽，最後霍吉斯在系列賽的打擊率高達3成91，道奇也順利拿下冠軍。
1960年，霍吉斯打破了由拉爾夫·基納保持的右打者生涯最多轟紀錄。隔年他更是成為了道奇隊史打點王。1957年至1959年間，霍吉斯也拿下了3次金手套獎。

### 紐約大都會
1961年美國職棒大聯盟擴編選秀，霍吉斯被大都會隊選中。1962年，他成為大都會隊的第一代成員。這年他敲出了大都會隊史首轟。儘管他膝蓋有傷，他依舊在大都會再打一年。在他職業生涯的最後一年，他出賽54場比賽，總計他生涯敲出370轟為當時大聯盟的史上第10名，也是當時右打者史上第二多。

## 逝世與影響
1972年4月2日，當時霍吉斯正與前大都會教練們打高爾夫球。結果他在回飯店的路程中因為心臟病發而倒下，雖然他被緊急送醫，但是他在到院前便已去世。霍吉斯生前是一名癮君子，而他在去世前四年就曾因為心臟病發過一次而送醫。
大聯盟第一位黑人球員傑基·羅賓森曾說霍吉斯是道奇隊的核心成員，並認為霍吉斯是帶領道奇重返榮耀的關鍵人物。而羅賓森在霍吉斯去世6個月後，同樣因為心臟病發而去世。
1972年4月4日，這天原本該是霍吉斯的48歲生日，布魯克林區Midwood的一間基督教教堂在這天舉辦了守靈活動，並吸引約高達一萬人到場。
尤吉·貝拉在霍吉斯去世後接任大都會總教練。1972年球季，全大都會球員在球衣袖子上弄上黑色的臂章以紀念霍吉斯。1973年6月9日，大都會隊宣布退休霍吉斯的14號球衣。

### 生涯打擊數據
| 出賽場次 | 打席 | 打數 | 得分 | 安打 | 二安 | 三安 | 全壘打 | 打點 | 盜壘 | 保送 | 三振 | 打擊率 | 上壘率 | 長打率 | 觸身球 | 守備率 |
| -------- | ---- | ---- | ---- | ---- | ---- | ---- | ------ | ---- | ---- | ---- | ---- | ------ | ------ | ------ | ------ | ------ |
| 2071     | 8104 | 7030 | 1105 | 1921 | 295  | 48   | 370    | 1274 | 63   | 943  | 1137 | .273   | .359   | .487   | 25     | .992   |

## 外部連結
- 球員資訊和成績在MLB ，ESPN ，Retrosheet ，Baseball Reference ，Baseball Reference (Minors) ，Fangraphs ，The Baseball Cube （英文）
- 吉爾·霍吉斯在台灣棒球維基館上的頁面（繁體中文）

| 成就                  | 成就                            | 成就              |
| --------------------- | ------------------------------- | ----------------- |
| 前任： Wally Westlake | 完全打擊 1949年6月25日          | 繼任： 斯坦·穆休  |
| 前任： Pat Seerey     | 單場敲出4支全壘打 1950年8月31日 | 繼任： Joe Adcock |